# Эвита (фильм)
«Эви́та» (англ. Evita) — фильм Алана Паркера, основанный на одноимённом мюзикле Эндрю Ллойда Уэббера и Тима Райса.

## Сюжет
Фильм основан на биографии Эвы Дуарте (1919—1952), с 1945 по 1952 год супруги 39-го президента Аргентины Хуана Доминго Перона. Эва — младшая дочь из пяти незаконнорождённых детей доньи Хуаны Ибаргурен, служанки в доме плантатора средней руки Хуана Дуарте в небольшом селении Чивилькой. Сеньор Дуарте был женат и имел детей в законном браке, поэтому во время его похорон Эву, как и её мать, брата и сестер, даже удаляют из церкви. Надо ли говорить, что дети не получили от отца ни песо наследства?
Эвита и её родные понимают — им остается надеяться в жизни только на себя. Семья переезжает в городок Хунин, где мать и старшие дети находят работу. Но Эвита бредит сценой: её мечта — уехать в столицу и стать знаменитой актрисой. В пятнадцать лет Эвита убегает из дома с гастролирующим певцом в ритме танго Агустином Магальди, который как раз из Буэнос-Айреса. Однако по приезде в столицу выясняется, что Магальди женат. Найти работу самостоятельно у Эвы долго не выходит. Кажется, что у неё остался один путь — стать дамой сниженной социальной ответственности. Но на очередном кастинге она встречает фотографа Уэво (игра слов: Уэво — одновременно мужское испанское имя и английское whoever — «как вас там», то есть неизвестный). Уэво открывает Эвите путь в фотомодели.
Вскоре Эву замечают на радио, где она озвучивает рекламу мыла, а затем ведет социальную передачу о нуждах бедняков. Следом за владельцем радиостанции на Эву обращает внимание и театральный продюсер — и вот она уже на подмостках. Чтобы стать фотогеничнее и сексапильнее, она перекрашивает свои черные волосы в золотистый блонд, ставший впоследствии частью её имиджа.
На благотворительном балу в пользу жертв землетрясения в городе Сан-Хуан Эва встречает харизматичного политика полковника Хуана Перона, который старше её почти в два раза. Она признается, что давно в восторге от политики Перона, а также сообщает полковнику, что совершенно свободна. Политик, который недавно овдовел, и актриса становятся любовниками, а вскоре и сожителями. Однако Перона арестовывают.
Эвита поднимает бедняков по всей стране, чтобы они устроили грандиозный митинг в пользу освобождения Перона — и добивается этого, а потом уговаривает любимого баллотироваться в президенты, говоря, что у него отличные шансы выиграть выборы: на его стороне профсоюзы. Перон выигрывает выборы и становится президентом, незадолго до того обвенчавшись с Эвитой в католическом храме. Уже как супруги они выступают с балкона президентского дворца Каса Росада сразу после выборов.
Далее в фильме показана противоречивая личность Эвиты как первой леди — благодетельницы для бедняков и жестоко-садистичной к богачам. Эвита одновременно вошла в историю Аргентины как святая и дьявол, смотря какие слои общества высказывались о ней.
Эвита умирает от рака в 33 года. В Аргентине проходят пышные похороны государственного уровня. Однако рассказчик по имени Че предлагает зрителю задуматься: заслужила ли Эвита таких почестей? В одной из заключительных арий Эвита, танцуя танго с Че, оправдывается, что во многом была жестока и несправедлива — но у неё не было иного выхода.

## В ролях
| Актёр            | Роль                 |
| ---------------- | -------------------- |
| Мадонна          | Эва Перон            |
| Антонио Бандерас | рассказчик Че        |
| Джонатан Прайс   | Хуан Перон           |
| Джимми Нейл      | Агустин Магальди     |
| Виктория Сус     | донья Хуана          |
| Джулиан Литтман  | брат Хуан            |
| Ольга Мередис    | Бланка               |
| Гэри Брукер      | Хуан Атилио Брамулья |
| Андреа Корр      | любовница Брамульи   |
| Алан Паркер      | кинорежиссёр         |

## Общественное признание
Фильм был благосклонно принят и зрителями, и критиками. Сборы от проката только в США составили порядка 50 миллионов долларов, сумма сборов по всему миру — 143 миллиона. «Эвита» стала главным фильмом в фильмографии Мадонны, впервые её работа была высоко оценена: за свою роль артистка была удостоена престижной премии «Золотой глобус».

### Награды
- 1996 — Премия Ассоциации лос-анджелесских кинокритиков (Los Angeles Film Critics Association) за лучшую работу художника (Брайан Моррис)
- 1997 — премия «Оскар» за лучшую оригинальную песню (Эндрю Ллойд Уэббер, Тим Райс, песня «You Must Love Me»)
- 1997 — три премии «Золотой Глобус»: лучший фильм — комедия/мюзикл, лучшая оригинальная песня (Эндрю Ллойд Уэббер, Тим Райс, песня «You Must Love Me»), лучшая женская роль — комедия/мюзикл (Мадонна)
- 1997 — три премии Satellite: лучшая кинокартина — комедия/мюзикл (Алан Паркер, Роберт Стигвуд, Эндрю Вайна), лучший дизайн костюмов (Пенни Роуз), лучшая песня (Эндрю Ллойд Уэббер, Тим Райс, песня «You Must Love Me»)

### Номинации
- 1997 — 4 номинации на премию «Оскар»: лучший художник (Брайан Моррис, Филипп Тёрлёр), лучшая операторская работа (Дариус Конджи), лучший монтаж (Джерри Хэмблинг), лучший звук (Энди Нельсон, Анна Бэлмер, Кен Уэстон)
- 1997 — номинация на премию Американских киномонтажеров Eddie за лучший фильм (Джерри Хэмблинг)
- 1997 — номинация на премию Американского общества кинооператоров ASC Award (Дариус Конджи)
- 1997 — 8 номинаций на премию БАФТА: лучший адаптированный сценарий (Алан Паркер, Оливер Стоун), лучшая операторская работа (Дариус Конджи), лучший монтаж (Джерри Хэмблинг), лучший художник (Брайан Моррис), лучшие костюмы (Пенни Роуз), лучший грим / прически (Сара Монзани, Мартин Сэмюэл), лучший звук, премия имени Энтони Эсквита за музыку к фильму (Эндрю Ллойд Уэббер, Тим Райс)
- 1997 — номинация на премию Британского общества кинооператоров (Дариус Конджи)
- 1997 — номинация на премию Critics Choice Award Ассоциации кинокритиков (Broadcast Film Critics Association) за лучший фильм
- 1997 — две номинации на премию «Золотой Глобус»: лучший режиссёр (Алан Паркер), лучшая мужская роль — комедия/мюзикл (Антонио Бандерас)
- 1997 — две номинации на премию MTV Movie Awards: лучшая женская роль (Мадонна), лучшая песня из фильма (Мадонна за песню «Don’t Cry For Me Argentina»)
- 1997 — две номинации на премию Satellite: лучший художник (Брайан Моррис), лучшая операторская работа (Дариус Конджи)

## Технические данные
- Производство: Hollywood Pictures, Cinergi Pictures Entertainment, Dirty Hands Productions
- Художественный фильм, цветной, 135 минут.
- Прокатное удостоверение:
- Первый показ в кинотеатре: 14 декабря 1996 года (США)
- Сборы: $50 047 179 (в США на 8 мая 1997)
- Первый показ по центральному ТВ России:
- Издание на VHS в России: 1 VHS, звук 2.0 стерео, PAL, издатель: «West»
- Издание на DVD в России: 1 DVD, звук 5.1, PAL, 5-я зона, без синхронного перевода, только субтитры, издатель: «West» 2006 г.

## Мировой рекорд
Благодаря фильму Мадонна установила мировой рекорд (внесённый в книгу рекордов Гиннесса) по количеству костюмов, использованных в одном фильме. Прежний рекорд принадлежал Элизабет Тейлор (фильм «Клеопатра»), которая на протяжении фильма меняла костюмы 65 раз. В «Эвите» Мадонна меняла костюмы 85 раз, в числе прочего в реквизит входило 39 шляпок, 45 пар обуви и 56 пар серёг.

## Возрастной рейтинг
Со 2 мая 2014 года фильм «Эвита» имеет российский возрастной рейтинг 18+, мировой рейтинг — PG.